# Jim McCrery

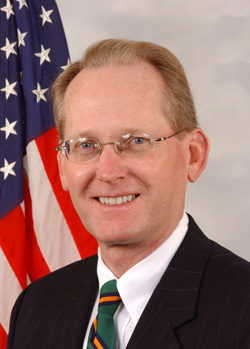
Jim McCrery

James Otis „Jim“ McCrery III (* 18. September 1949 in Shreveport, Louisiana) ist ein US-amerikanischer Politiker. Zwischen 1988 und 2009 vertrat er den Bundesstaat Louisiana im US-Repräsentantenhaus.

## Werdegang
Jim McCrery studierte bis 1971 an der Louisiana Tech University in Ruston. Nach einem anschließenden Jurastudium und seiner im Jahr 1975 erfolgten Zulassung als Rechtsanwalt begann er in einer großen Kanzlei in seinem neuen Beruf zu arbeiten. Im Jahr 1979 wurde er Mitarbeiter im Stab des Kongressabgeordneten Buddy Leach. Bis 1980 war er auch Prozessanwalt der Stadt Shreveport. Danach arbeitete er bis 1984 für den Kongressabgeordneten Buddy Roemer. McCrery wurde Mitglied der Republikanischen Partei.
Nach dem Rücktritt von Buddy Roemer wurde McCrery bei der fälligen Nachwahl für den vierten Sitz von Louisiana als dessen Nachfolger in das US-Repräsentantenhaus in Washington, D.C. gewählt. Dort trat er am 16. April 1988 sein neues Mandat an. Nach zehn Wiederwahlen konnte er bis zum 3. Januar 2009 im Kongress verbleiben. Zwischen 1993 und 1997 vertrat er allerdings dort den fünften Wahlbezirk, während er in den anderen Jahren Abgeordneter des vierten Distrikts war. Das hing mit einer Neueinteilung und Umbenennung der Bezirke zusammen. McCrery war Mitglied in drei Unterausschüssen des Committee on Ways and Means.
Im Jahr 2008 verzichtete McCrery auf eine erneute Kongresskandidatur. Seither arbeitet er für eine Lobbyfirma in Washington. Jim McCrery ist verheiratet und hat zwei Kinder. Privat lebt die Familie in Shreveport.